# Gare d'autocars de Montréal

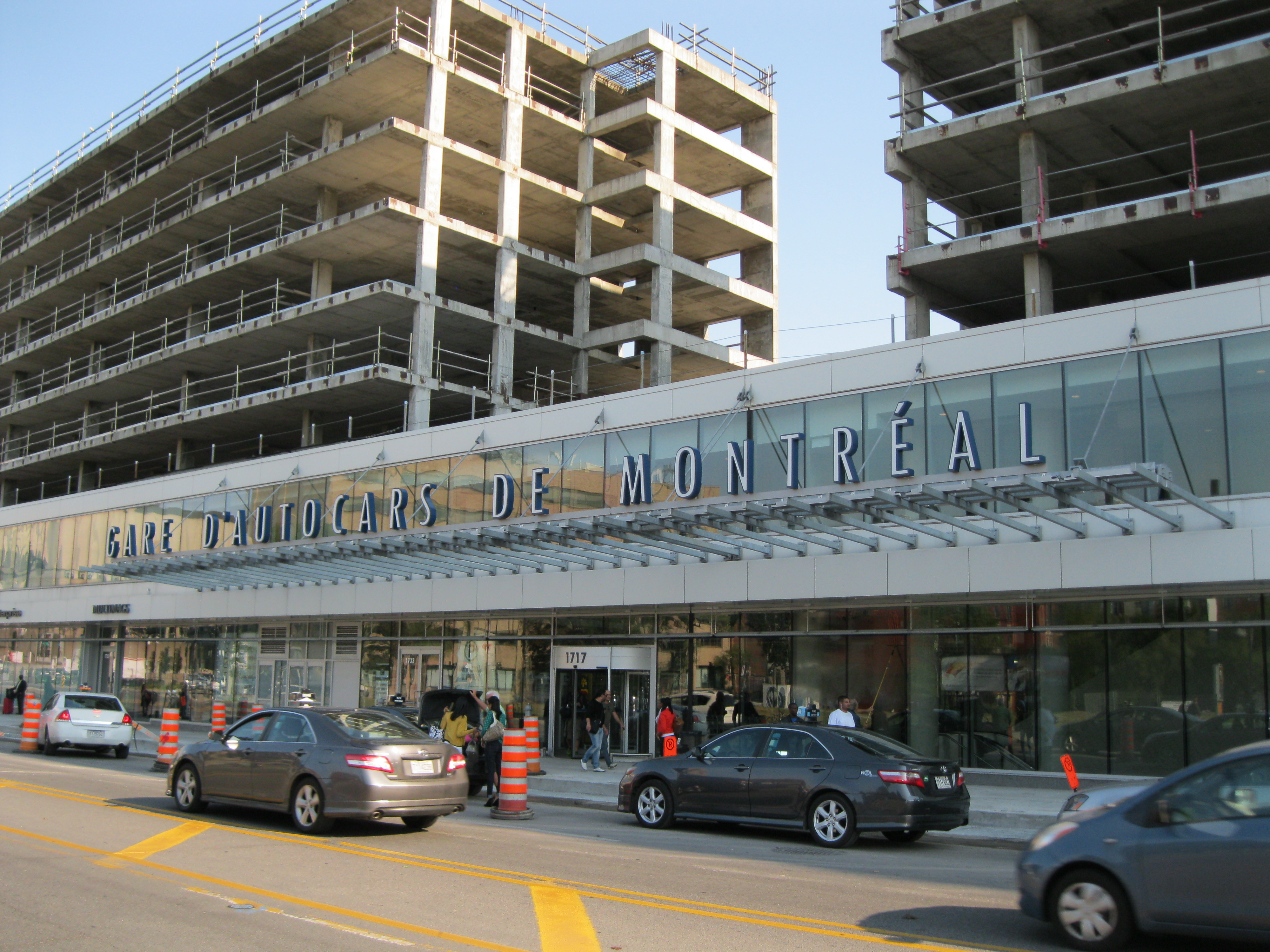
Vista da fachada.

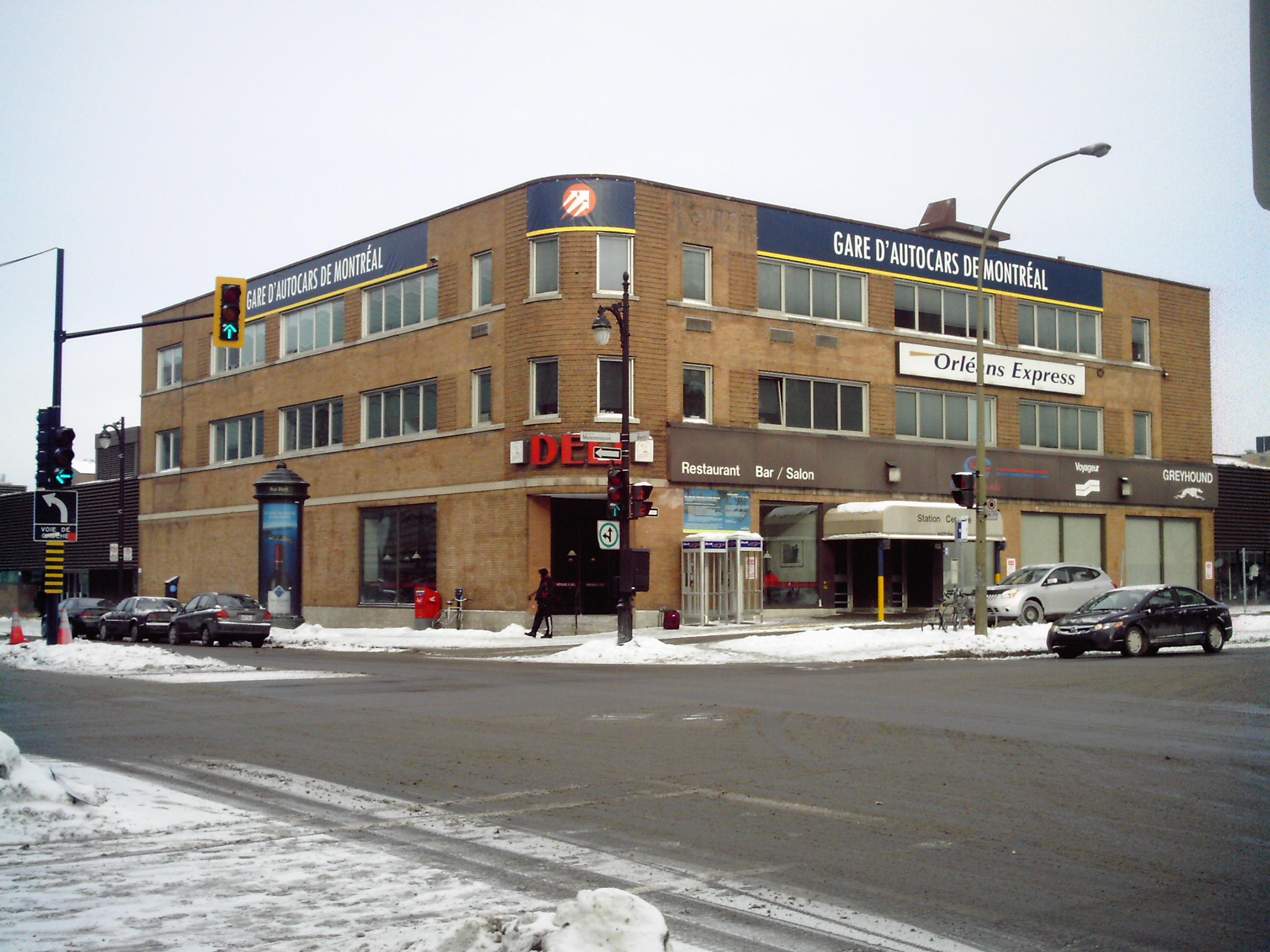
Vista do antigo terminal.

Gare d'autocars de Montréal (em inglês:  Montreal Coach Terminal) é o principal terminal rodoviário de Montreal, no Canadá. Foi fundado em 1951.
Serve aproximadamente 300 ônibus por dia.